# Rechnungslauf
Als Rechnungslauf wird das konzentrierte Abarbeiten von ausgehenden oder eingehenden Rechnungen bezeichnet. Rechnungsläufe werden je nach Größe des Unternehmens oder der Einrichtung meist in Intervallen von täglich bis monatlich durchgeführt. Während eines Rechnungslaufes werden üblicherweise alle Rechnungen einer bestimmten Rechnungsperiode bearbeitet.

Ein ähnliches Verfahren gibt es bei Mahnungen, hier spricht man von Mahnungsläufen.

## Ablauf in der Kreditorenbuchhaltung
In der Kreditorenbuchhaltung werden eingehende Rechnungen laufend erfasst und kontiert. Bevor diese jedoch ausgeglichen („bezahlt“) werden, durchlaufen sie eine festgelegte innerbetriebliche Abarbeitung. Dabei werden diese im Rechnungswesen bei der Erfassung auf rechnerische und in den zuständigen Fachabteilungen auf sachliche Richtigkeit geprüft. Ebenso erfolgt eine Einordnung in denjenigen Termin eines Rechnungslaufes, der eine pünktliche Zahlung entsprechend der Fälligkeit der Rechnung ermöglicht.
Während des Rechnungslaufs werden die bis zu diesem Zeitpunkt entsprechend bearbeiteten und fälligen Rechnungen gesammelt zur (heute fast ausschließlich unbaren) Zahlung vorbereitet und der Geschäftsleitung oder einem Prokuristen zur Anweisung vorgelegt.
Ein typisches Beispiel für Kreditoren-Rechnungsläufe zu festgelegten Terminen sind monatliche Lohn- oder Gehaltszahlungen.

## Ablauf in der Debitorenbuchhaltung
In der Debitorenbuchhaltung werden für erbrachte Leistungen (Lieferungen oder Dienstleistungen) ausgehende Rechnungen erstellt. Dabei werden meist kontinuierlich die ausgeführten Leistungen erfasst und entsprechend Preisliste oder erstelltem Angebot mit Geldbeträgen versehen. Diese werden addiert und evtl. zu erhebende Steuern oder andere Abgaben hinzugefügt. Zu festgelegten Terminen (den Rechnungsläufen) werden diese fakturiert und den Debitoren zugestellt.
Zu den verbreitetsten Beispielen für Debitoren-Rechnungsläufe zählen monatliche Telefonrechnungen oder jährliche Rechnungen für Wohnnebenkosten.

## Vor- und Nachteile von periodischen Rechnungsläufen
Die konzentrierte Abarbeitung von ein- oder ausgehenden Rechnungen dient vor allem einer höheren Effizienz im Rechnungswesen sowie der Kostensenkung. Durch die gesammelte Abarbeitung können einzelne Rechnungen zusammengefasst werden und als Sammelrechnung beglichen bzw. versandt werden. Da dadurch weniger Kontobewegungen anfallen, müssen weniger Buchungen mit Zahlungen abgeglichen werden. Oft verlangen Banken bei Geschäftskonten Gebühren pro Buchung, auch diese Kosten werden dadurch minimiert.
Ebenso können innerbetriebliche Abläufe effizienter gestaltet werden: die zuständigen Fachabteilungen kennen die Termine, zu denen sie eingehende Rechnungen auf sachliche Richtigkeit überprüft haben müssen und können dies entsprechend in ihre Arbeitsabläufe einplanen. Auch ermöglicht die gesammelte Anweisung der Rechnungen durch den Geschäftsführer oder Prokuristen eine höhere Arbeitseffizienz.
Nachteilig wirkt sich (vor allem auf Zulieferer und Dienstleister) hingegen aus, dass Rechnungen durch die Einordnung in den letztmöglichen Rechnungslauftermin meist erst am Fälligkeitstermin ausgeglichen werden oder Honorare unabhängig von der Rechnungsstellung nur zu bestimmten Terminen (etwa vierzehntäglich oder gar nur monatlich) beglichen werden.